# Lega saudita professionistica 2009-2010
La Saudi Professional League 2009-2010 è stata la 35ª edizione della massima competizione nazionale per club della Arabia Saudita. L'Al-Hilal ha vinto il titolo nazionale per la dodicesima volta.
In questa edizione non ci sono state retrocessioni, perché dalla stagione successiva il campionato è stato ampliato a 14 squadre.
| Squadra             | Città     | Stadio                             |
| ------------------- | --------- | ---------------------------------- |
| Ahli Jeddah         | Jeddah    | Prince Abdullah Al-Faisal Stadium  |
| Al Fateh Saudi Club | Al-Hasa   | Prince Abdullah bin Jalawi Stadium |
| Al Hazm             | Ar Rass   | Al Hazm Club Stadium               |
| Al-Hilal            | Riyadh    | King Fahd Stadium                  |
| Al-Ettifaq          | Dammam    | Prince Mohamed bin Fahd Stadium    |
| Al-Ittihad          | Jeddah    | Prince Abdullah Al-Faisal Stadium  |
| Al-Nassr            | Riyadh    | King Fahd Stadium                  |
| Al-Qadisiya Club    | Al Khubar | Prince Saud bin Jalawi Stadium     |
| Al Raed             | Buraydah  | King Abdullah Sport City Stadium   |
| Al-Shabab Club      | Riyadh    | King Fahd Stadium                  |
| Al-Wahda            | Mecca     | King Abdul Aziz Stadium            |
| Najran SC           | Najrān    | Al Akhdoud Club Stadium            |

## Classifica
|                           | Pos. | Squadra     | Pt | G  | V  | N | P  | GF | GS | DR  |
| ------------------------- | ---- | ----------- | -- | -- | -- | - | -- | -- | -- | --- |
| Arabia Saudita (bandiera) | 1.   | Al-Hilal    | 55 | 22 | 17 | 4 | 1  | 62 | 16 | +36 |
|                           | 2.   | Al-Ittihad  | 41 | 22 | 11 | 8 | 3  | 49 | 33 | +16 |
|                           | 3.   | Al-Nassr    | 38 | 22 | 10 | 8 | 4  | 39 | 27 | +12 |
|                           | 4.   | Al-Shabab   | 35 | 22 | 11 | 2 | 9  | 47 | 37 | +10 |
|                           | 5.   | Al-Wahda    | 34 | 22 | 10 | 4 | 8  | 45 | 42 | +3  |
|                           | 6.   | Al-Ahli     | 33 | 22 | 8  | 9 | 5  | 32 | 30 | +2  |
|                           | 7.   | Al-Hazem    | 31 | 22 | 9  | 4 | 9  | 36 | 35 | +1  |
|                           | 8.   | Al-Fateh    | 26 | 22 | 7  | 5 | 10 | 32 | 40 | -8  |
|                           | 9.   | Al-Ettifaq  | 24 | 22 | 6  | 6 | 10 | 34 | 39 | -5  |
|                           | 10.  | Al-Qadisiya | 20 | 22 | 5  | 5 | 12 | 29 | 40 | -11 |
|                           | 11.  | Al-Ra'ed    | 17 | 22 | 5  | 2 | 15 | 28 | 56 | -28 |
|                           | 12.  | Najran      | 11 | 22 | 2  | 5 | 15 | 26 | 53 | -27 |

Legenda:

      Campione dell'Arabia Saudita 2009-2010, ammessa alla AFC Champions League 2011

      Ammesse alla AFC Champions League 2011

Note:
Tre punti a vittoria, uno a pareggio, zero a sconfitta.